# Petar Mihtarszki
Petar Szotirov Mihtarszki, bolgárul: Петър Сотиров Михтарски; (Blagoevgrad, 1966. július 15. –) bolgár válogatott labdarúgó.
A bolgár válogatott tagjaként részt vett az 1994-es világbajnokságon.

## Sikerei, díjai
Levszki Szofija
- Bolgár bajnok (1): 2000–01
- Bolgár kupa (1): 1990–91

Porto
- Portugál bajnok (1): 1991–92,
- Portugál szuperkupa (1): 1991

Egyéni
- A bolgár bajnokság társgólkirálya (1): 1990–91 (20 gól)